# أل كونواي
أل كونواي (بالإنجليزية: Al Conway)‏ هو لاعب كرة قدم أمريكية أمريكي، ولد في 16 مارس 1930 في أفونديل في الولايات المتحدة، وتوفي في 3 أغسطس 2012.